# Kościół Matki Bożej Różańcowej w Rudzie Śląskiej - Halemba
Kościół Matki Bożej Różańcowej – rzymskokatolicki kościół parafialny należący do dekanatu Kochłowice archidiecezji katowickiej. Znajduje się w Halembie, dzielnicy Rudy Śląskiej.
Kamień węgielny został poświęcony w dniu 23 czerwca 1889 roku. Z kolei w 1890 roku trwały prace wewnątrz kościoła, do września zostało wykonanych większość prac budowlanych, włączając w to tynki i posadzki, natomiast w prezbiterium został zamontowany ołtarz główny razem z pięknym obrazem przedstawiającym Matkę Boską Królową Różańca Świętego. Nowo zbudowana świątynia została poświęcona 29 września 1890 roku. Świątynię poświęcił w zastępstwie biskupa Georga Koppa, dziekan dekanatu bytomskiego, którym był proboszcz z Bielszowic, ksiądz Jan Wiktor Hruby. Przez cały 1891 roku, dzięki ofiarom wiernych z Halemby i okolic, trwało wyposażanie wnętrza kościoła. Zostały wstawione ławki, ambona, konfesjonały, okna witrażowe w prezbiterium, chrzcielnica itp. Pomoc została udzielona również przez sąsiednie parafie, na przykład organy zostały podarowane przez parafię z Bielszowic. W styczniu 1892 roku świątynia otrzymała, ufundowane przez rodzinę Labrygów, stacje Drogi Krzyżowej i dwa boczne ołtarze. Z kolei już w latach 1950–1952 bytomski artysta Denke wykonał na otynkowanym, drewnianym stropie świątyni, 15 fresków, przedstawiających sceny poszczególnych tajemnic różańca świętego. W tym czasie został również wymieniony ołtarz główny. Nowy został wykonany przez rybnickiego artystę Franciszka Masorza i został zamontowany i poświęcony w 1953 roku. W nastawie został umieszczony obraz Matki Boskiej Różańcowej znajdujący się dawniej w pierwotnym ołtarzu. Z lewej i prawej strony zostały umieszczone figury świętych, którzy w połowie XX wieku zostali wyniesieni na ołtarze. Kolejna zmiana wnętrza świątyni i jego wyposażenia miała miejsce w latach sześćdziesiątych XX wieku, kiedy to z powodu braku miejsca w świątyni zostały zbudowane wewnętrzne balkony (empory), poza tym zostały dostawione również dwie obszerne kaplice boczne: Miłosierdzia Bożego i Krzyża Świętego. W tym czasie zostały również zdemontowane ołtarze boczne oraz tradycyjna ambona, a w ich miejscu zostały ustawione ołtarz posoborowy i pulpit do sprawowania liturgii Słowa Bożego.